# From Wisdom to Hate
From Wisdom to Hate – czwarty album studyjny kanadyjskiej grupy muzycznej Gorguts. Został wydany 6 marca 2001 roku przez wytwórnię płytową Olympic Recordings.

## Lista utworów
1. "Inverted" – 4:22
2. "Behave Through Mythos" – 5:09
3. "From Wisdom to Hate" – 5:06
4. "The Quest Fro Equilibrium" – 6:47
5. "Unearthing the Past" – 5:02
6. "Elusive Treasures" – 6:18
7. "Das Martyrium des..." – 4:33
8. "Testimonial Ruins" – 3:19

## Twórcy
- Luc Lemay – śpiew, gitara
- Daniel Mongrain – gitara
- Steve Cloutier – gitara basowa
- Steve MacDonald – perkusja